# Савски Бок
Савски Бок је насељено место у општини Врбје, Бродско-посавска жупанија, Хрватска.

## Историја
До територијалне реорганизације у Хрватској био је у саставу старе општине Нова Градишка.

## Становништво
У попису становништва из 2011. године, Савски Бок је имао 57 становника.
| Број становника према пописима | Број становника према пописима | Број становника према пописима | Број становника према пописима | Број становника према пописима | Број становника према пописима | Број становника према пописима | Број становника према пописима | Број становника према пописима | Број становника према пописима | Број становника према пописима | Број становника према пописима | Број становника према пописима | Број становника према пописима | Број становника према пописима | Број становника према пописима |
| ------------------------------ | ------------------------------ | ------------------------------ | ------------------------------ | ------------------------------ | ------------------------------ | ------------------------------ | ------------------------------ | ------------------------------ | ------------------------------ | ------------------------------ | ------------------------------ | ------------------------------ | ------------------------------ | ------------------------------ | ------------------------------ |
| 1857                           | 1869                           | 1880                           | 1890                           | 1900                           | 1910                           | 1921                           | 1931                           | 1948                           | 1953                           | 1961                           | 1971                           | 1981                           | 1991                           | 2001                           | 2011                           |
| 0                              | 0                              | 0                              | 0                              | 0                              | 0                              | 0                              | 0                              | 0                              | 0                              | 0                              | 0                              | 86                             | 60                             | 87                             | 57                             |

Напомена: Самостално насеље од 1981. настало издвајањем дела подручја насеља Мачковац. Од 1857. до 1971. подаци су садржани у насељу Мачковац.